# Бабкино (городской округ Истра)

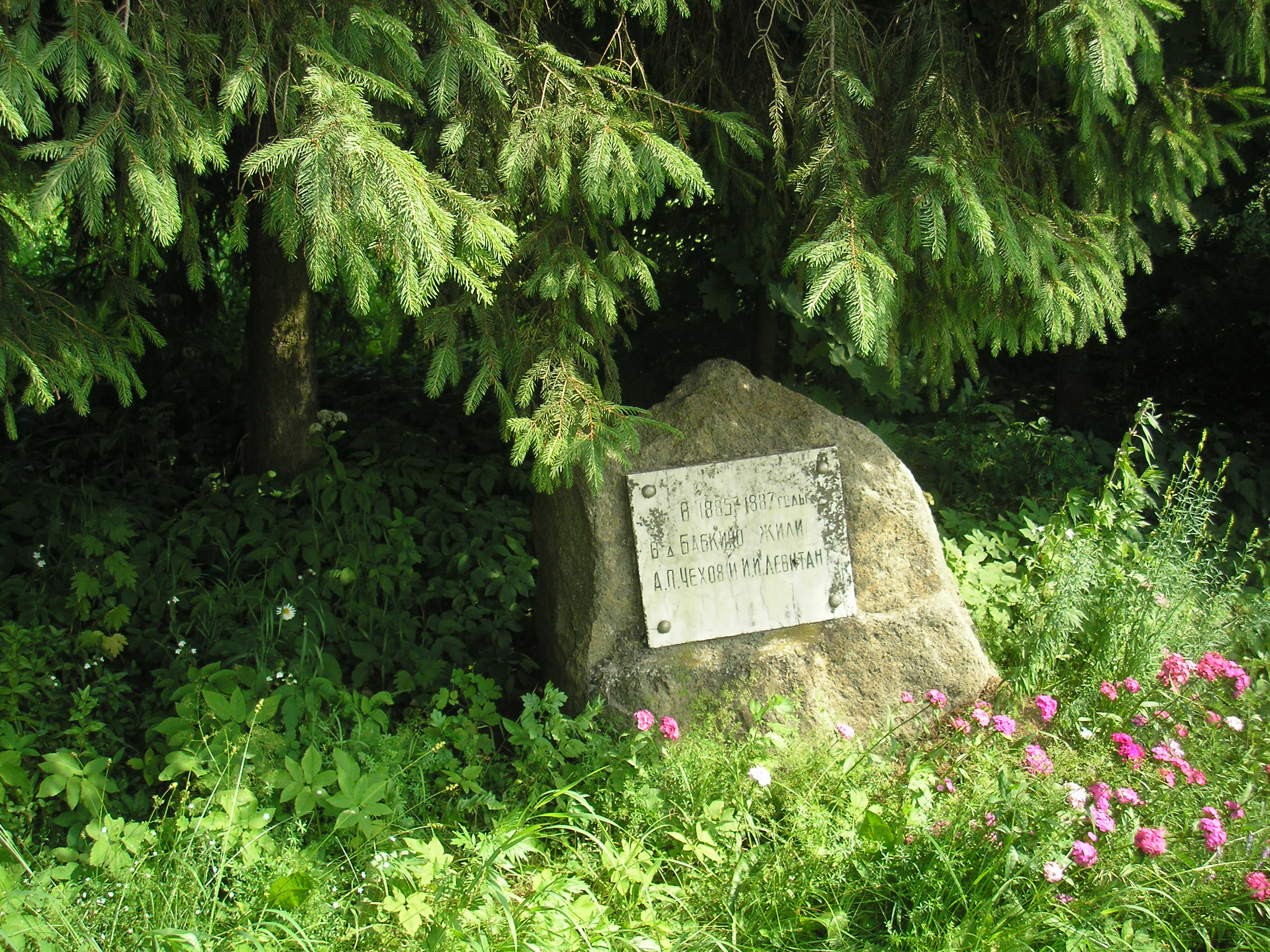
Памятный камень в Бабкино

Бабкино — деревня, расположенная в Бужаровском сельском поселении Истринского района Московской области. Население — 241 чел. (2025), в деревне 3 улицы, зарегистрировано 3 садовых товарищества.
Находится примерно в 5 км на север от райцентра на правом берегу Истры, высота над уровнем моря 157 м.
В усадьбе Киселёвых Бабкино в 1885—1887 годах в летние месяцы жил Чехов с семьёй. Впечатления от «оскудевшей» усадьбы легли в основу рассказа «У знакомых» и пьесы «Вишнёвый сад». Исаак Левитан тогда же работал здесь над такими картинами, как «Берёзовая роща».

## Население
| 2002 | 2006 | 2010 |
| ---- | ---- | ---- |
| 26   | ↘16  | ↗33  |